# Vild på sex
Vild på sex är en svensk-schweizisk porrfilm från 1974 med regi och manus av Joseph W. Sarno. I rollerna ses bland andra Marie Forså och Nadia Henkowa, Anke Syring.

## Om filmen
Filmen premiärvisades den 4 september 1974 på biografen Saga i Åmål.

## Handling
Den unga flickan Bibi kommer till sin faster Tonis pensionat. Huset är fullt av åtrå och Bibi blir snart centrum i det vilda kärleksliv som härskar i huset.

## Rollista
- Marie Forså - Bibi
- Nadia Henkowa	– faster Toni
- Anke Syring - Greta
- Ines André
- Birgit Zamulo	– Pauline
- Françoise Suehrer
- Peter Hamm - Peter
- Brit Corvin - Johanna
- Henrik Winston - Thomas
- Karin Lorson - Daniela
- Stefan Stein - Rolf
- Eleonore Leipert
- Christa Jaeger - Friederike
- Marianne Dupont - Nora
- Alon D'Armand
- Mark Edwards
- Michel Jacot - Roland
- Alois Moser - Kant, fågelskådaren
- Gisela Kraus - Rena Walters

### Fotnoter
1. 1 2 3  ”Vild på sex”. Svensk Filmdatabas. http://sfi.se/sv/svensk-filmdatabas/Item/?itemid=4988&type=MOVIE&iv=Basic&ref=/templates/SwedishFilmSearchResult.aspx?id%3d1225%26epslanguage%3dsv%26searchword%3dvild+p%C3%A5+sex%26type%3dMovieTitle%26match%3dBegin%26page%3d1%26prom%3dFalse. Läst 30 april 2013.